# Marais de la Verne
Marais de la Verne este o arie protejată (arie specială de conservare — SAC, sit de importanță comunitară — SCI, arie de protecție specială avifaunistică — SPA) din Belgia întinsă pe o suprafață de 102,08 ha, integral pe uscat.

## Localizare
Centrul sitului Marais de la Verne este situat la coordonatele 50°31′15″N 3°34′03″E / 50.520876°N 3.567464°E.

## Înființare
Situl Marais de la Verne a fost declarat arie de protecție specială avifaunistică în iulie 2015 pentru a proteja 5 specii de animale. Alte tipuri de protecție:
- sit de importanță comunitară (în octombrie 2002)
- arie specială de conservare (în iulie 2015)[1][3][4]

## Biodiversitate
Situată în ecoregiunea atlantică, aria protejată conține 5 habitate naturale: Lacuri eutrofice naturale cu vegetație de tip Magnopotamion sau Hydrocharition, Cursuri de apă de la nivel de câmpie la nivel montan, cu vegetație Ranunculion fluitantis și Callitricho-Batrachion, Liziere de ierburi înalte hidrofile de câmpie și de nivel montan până la alpin, Păduri de fag Asperulo-Fagetum, Păduri aluvionare cu Alnus glutinosa și Fraxinus excelsior (Alno-Padion, Alnion incanae, Salicion albae).
La baza desemnării sitului se află mai multe specii protejate:
- păsări (3): pescăruș albastru (Alcedo atthis), egretă albă (Egretta alba), viespar (Pernis apivorus)
- amfibieni (2): Bufo calamita, triton cu creastă (Triturus cristatus)

Pe lângă speciile protejate, pe teritoriul sitului au mai fost identificate 10 specii de plante, 6 specii de amfibieni, 2 specii de mamifere, 1 specie de nevertebrate, 2 specii de reptile.